# William Harrison Ainsworths bibliografi
Dette er en liste over publikationer af den engelske historiske romanforfatter William Harrison Ainsworth.

## Romaner
| Titel                                                                  | Første publicering            | Noter                                                        | Online                                                  |
| ---------------------------------------------------------------------- | ----------------------------- | ------------------------------------------------------------ | ------------------------------------------------------- |
| Sir John Chiverton                                                     | London: Ebers, 1826           | (Skrevet i samarbejde med J. P. Aston)                       |                                                         |
| Rookwood                                                               | London: Bentley, 1834         | 3 bind                                                       | Gutenberg (engelsk)                                     |
| Crichton                                                               | London: Bentley, 1837         | 3 bind                                                       |                                                         |
| Jack Sheppard                                                          | London: Bentley, 1839         | 3 bind                                                       | Gutenberg (engelsk)                                     |
| The Tower of London                                                    | London: Bentley, 1840         |                                                              |                                                         |
| Guy Fawkes                                                             | London: Bentley, 1841         | 3 bind                                                       |                                                         |
| Old St Paul's                                                          | London: Cunningham, 1841      | 3 bind                                                       | Gutenberg (engelsk)                                     |
| The Miser's Daughter                                                   | 1842                          |                                                              |                                                         |
| Modern Chivalry                                                        | 1843                          |                                                              |                                                         |
| Windsor Castle                                                         | 1843                          |                                                              | Gutenberg (engelsk)                                     |
| St James's                                                             | 1844                          |                                                              |                                                         |
| James the Second                                                       | London: Colburn, 1848         | 3 bind                                                       |                                                         |
| The Lancashire Witches                                                 | London: Colburn, 1849         |                                                              | Gutenberg (engelsk)                                     |
| Auriol                                                                 | London: Chapman & Halll, 1850 |                                                              |                                                         |
| The Flitch of Bacon (se også Flitch (bacon))                           | 1854                          |                                                              |                                                         |
| The Star-Chamber                                                       | 1854                          | 2 bind                                                       | Bind 1 ,Gutenberg (engelsk) Bind 2 ,Gutenberg (engelsk) |
| The Spendthrift                                                        | London: Routledge, 1857       |                                                              |                                                         |
| The Life and Adventures of Mervyn Clitheroe                            | 1858                          |                                                              |                                                         |
| Ovingdean Grange                                                       | London: Routledge, 1860       |                                                              |                                                         |
| The Constable of the Tower                                             | London: Chapman & Hall, 1861  | 3 bind                                                       |                                                         |
| The Lord Mayor of London                                               | London: Chapman & Hall, 1862  | 3 bind                                                       |                                                         |
| Cardinal Pole                                                          | London: Chapman & Hall, 1863  | 3 bind                                                       |                                                         |
| The Projector                                                          | London: Chapman & Hall, 1864  | 3 bind                                                       |                                                         |
| The Spanish Match                                                      | London: Chapman & Hall, 1865  | 3 bind                                                       |                                                         |
| The Constable de Bourbon                                               | London: Chapman & Hall, 1866  | 3 bind                                                       |                                                         |
| Old Court                                                              | 1867                          |                                                              |                                                         |
| Myddleton Pomfret                                                      | 1868                          |                                                              |                                                         |
| Hilary St Ives                                                         | 1870                          |                                                              |                                                         |
| Talbot Harland                                                         | London: John Dicks, 1870      |                                                              |                                                         |
| The South-Sea Bubble                                                   | London: John Dicks, 1871      |                                                              |                                                         |
| Tower Hill                                                             | London: John Dicks, 1871      |                                                              |                                                         |
| Boscobel                                                               | 1871                          |                                                              | Gutenberg (engelsk)                                     |
| The Good Old Times                                                     | 1873                          | (genudgivet som The Manchester Rebels London: Tinsley, 1874) |                                                         |
| Merry England                                                          | London: Tinsley, 1874         | 3 bind                                                       |                                                         |
| The Goldsmith's Wife                                                   | London: Tinsley, 1875         | 3 bind                                                       |                                                         |
| Preston Fight                                                          | 1875                          |                                                              |                                                         |
| Chetwynd Calverley                                                     | London: Tinsley, 1876         | 3 bind                                                       |                                                         |
| The Leaguer of Lathom                                                  | London: Tinsley, 1876         | 3 bind                                                       |                                                         |
| The Fall of Somerset                                                   | London: Tinsley, 1877         | 3 bind                                                       |                                                         |
| Beatrice Tyldesley                                                     | London: Tinsley, 1878         | 3 bind                                                       |                                                         |
| Beau Nash                                                              | London: Routledge, 1879       | 3 bind                                                       |                                                         |
| Stanley Brereton                                                       | 1881                          |                                                              |                                                         |
| Kilder: A Dictionary of Writers and their Works; Sadleir's XIX Fiction |                               |                                                              |                                                         |

## Andet
- December Tales. London: G. & W. B. Whittaker, 1823 (engelsk)
- The Combat of the Thirty: From a Breton lay of the fourteenth century; with an introduction, comprising a new chapter of Froissart. London: Chapman & Hall, 1859 (engelsk)